# Przymiotno jednokoszyczkowe
Przymiotno jednokoszyczkowe (Erigeron uniflorus L.) – gatunek rośliny z rodziny astrowatych. Występuje w górach Europy, Ameryki Północnej, Turcji i Kaukazu. W Polsce gatunek rzadki, występuje wyłącznie w Tatrach.

## Morfologia
ŁodygaWzniesiona, o wysokości 2–12 cm, nierozgałęziająca się. Jest zielona i obficie wełnisto owłosiona (ale bez gruczołów). Na jej szczycie pojedynczy koszyczek i stąd gatunkowa nazwa rośliny. Pod ziemią nierozgałęzione kłącze.
LiścieDolne klinowatojajowate, o stępionych wierzchołkach, czasami nawet wycięte, łodygowe siedzące, lancetowate, ostro zakończone. Mają orzęsione brzegi i są mniej lub więcej owłosione.
KwiatyZebrane w pojedynczy koszyczek o średnicy 10–27 mm. Kwiaty dwojakiego rodzaju; wewnętrzne kwiaty w koszyczku to obupłciowe kwiaty rurkowate, brzeżne to żeńskie kwiaty języczkowe. Kwiaty rurkowe przeważnie czerwonawe na szczycie, brzeżne kwiaty języczkowe w jasnoliliowym kolorze, ok. 2-krotnie dłuższe od kwiatów wewnętrznych. We wszystkich kwiatach puch kielichowy w jednym szeregu. Listki okrywy koszyczka silnie wełnisto owłosione, zielone, lub o fioletowych szczytach.
OwoceNiełupki o długości 1,2–2 mm z krótkim (2,5–4 mm) puchem kielichowym.

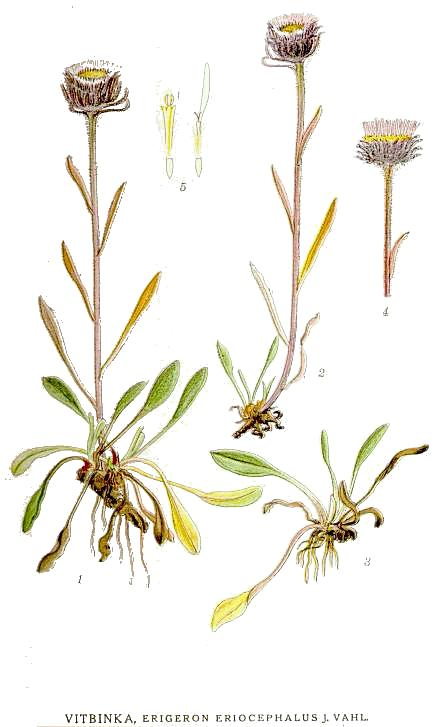
Morfologia
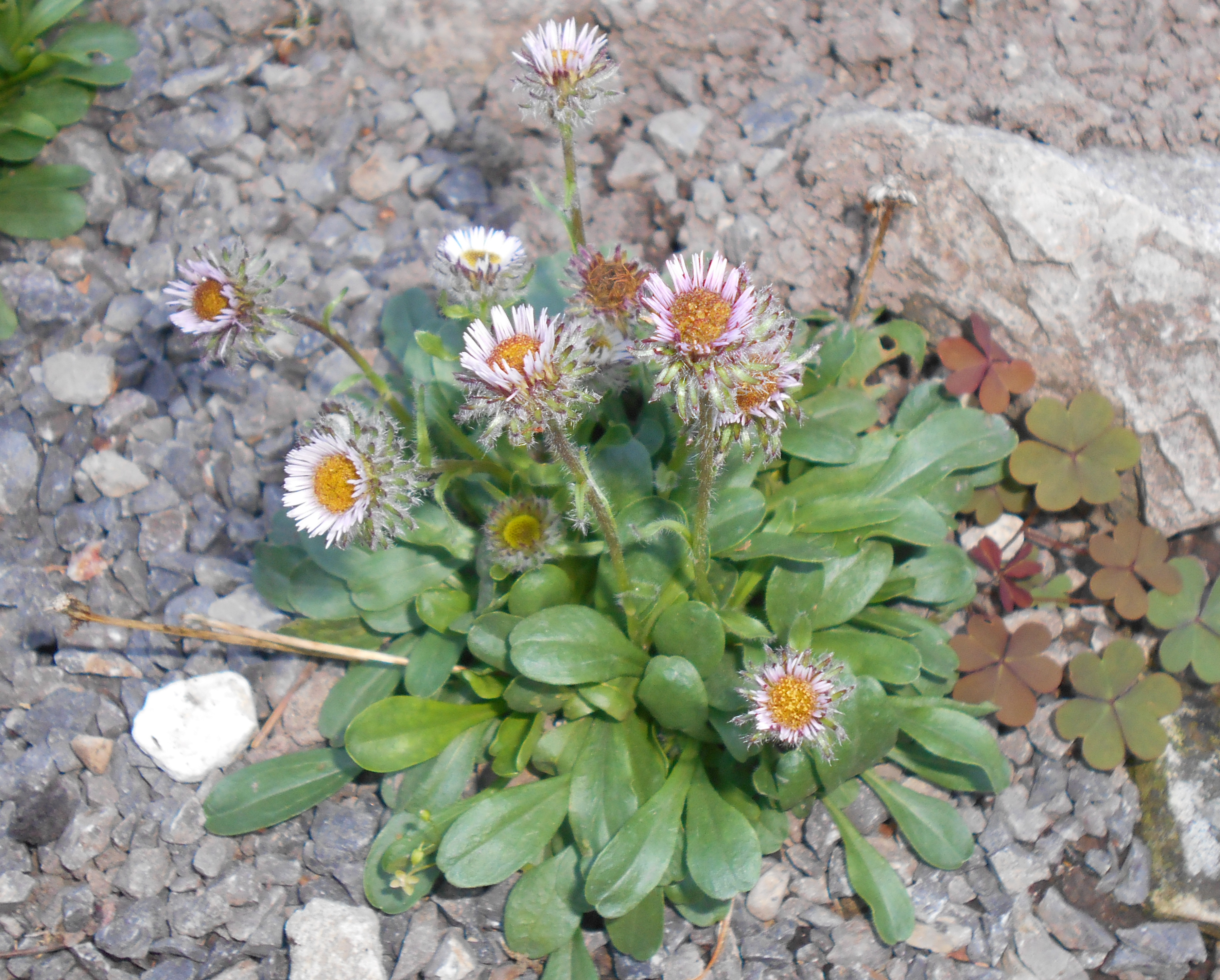
Pokrój
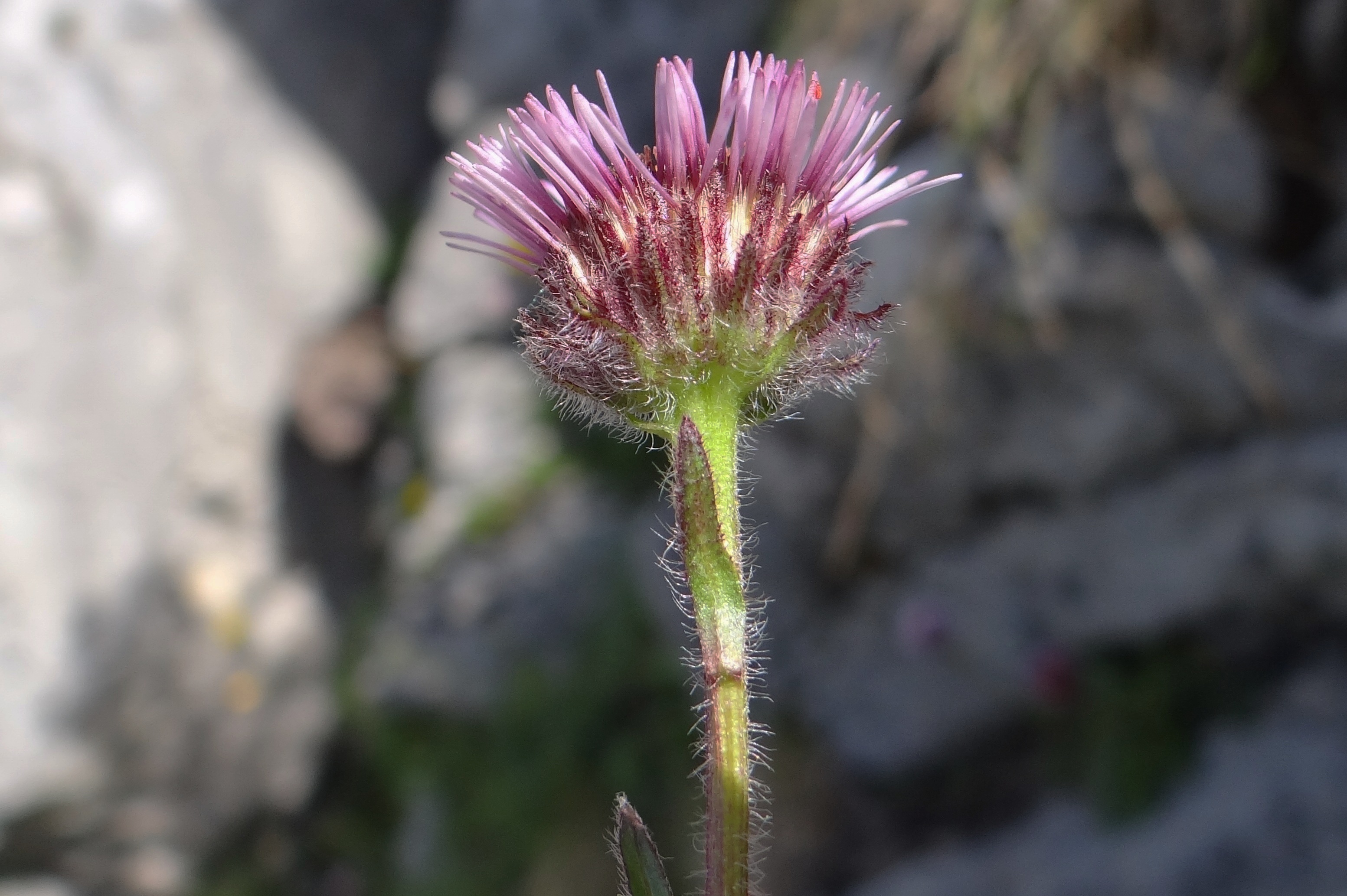
Kwiatostan

## Biologia i ekologia
Bylina. Kwitnie od lipca do września. Siedlisko: porasta wilgotne skały i hale. W Tatrach występuje głównie w piętrze alpejskim. 
Tworzy mieszańce z bardzo podobnym gatunkiem – przymiotnem węgierskim.

## Zagrożenia
Kategorie zagrożenia gatunku:
- Kategoria zagrożenia w Polsce według Czerwonej listy roślin i grzybów Polski (2006)[9]: R (rzadki).

Gatunek nie ujęty w polskiej czerwonej księdze roślin.
Gatunek nie jest objęty ochroną prawną, ale w Polsce występuje wyłącznie na obszarze Tatrzańskiego Parku Narodowego.